# Phyllocnistis endoxa
Phyllocnistis endoxa là một loài bướm đêm thuộc họ Gracillariidae, known from Maharashtra và Karnataka, Ấn Độ. Ấu trùng ăn Aporosa lindleyana.